# جون روبرتس (رجل أعمال)
جون روبرتس (بالإنجليزية: John Roberts)‏ هو شخصية أعمال أسترالي، ولد في 23 يناير 1934، وتوفي في 8 يونيو 2006 بسبب السكري.